# Golem (Bartoň)
Golem, plným názvem Golem – extáze expresionismu, je opera o dvou jednáních českého skladatele Hanuše Bartoně. Vznikla pro divadlo Opera Furore a námět, scénář, libreto i koncepci inscenace vytvořily hlavní osobnosti tohoto divadla, totiž Jiří Nekvasil a Daniel Dvořák, podle známé pražské židovské pověsti o Golemovi. Měla premiéru 6. května 1992 v pražském Paláci kultury.

## Vznik a charakteristika
Opera Golem byla první inscenací operního studia Opera Furore na velké scéně a rovněž první celovečerní českou operou, která byla napsána a měla premiéru po listopadu 1989. Vznikla v koprodukci mezi Operou Furore a Palácem kultury, zejména z podnětu jeho tehdejšího programového ředitele Václava Riedlbaucha.
Libreto sestává z koláže textů v pěti jazycích: češtině, němčině, latině, italštině a hebrejštině. Podle J. Nekvasila měla tato jazyková mnohost „evokovat jazykový a kulturní Babylon, jímž byla Praha první  poloviny 16. století [sic!] a jenž byl i živnou půdou jejího magického ‚image‘.“ Podobně i hudba má „kolážovitý charakter, její rozpětí sahá od renesančního madrigalu přes prvky romantické opery až k názvukům hudebního minimalismu“. Náklady byly redukovány tím, že předtočenou hudbu velkých těles – symfonického orchestru a smíšeného a dětského sboru – doplňoval živý zpěv sólistů  a doprovod komorního orchestru. Podstatnou částí inscenace Bartoňova, Nekvasilova a Dvořákova Golema byla vizuální a choreografická složka.
Golem se hrál po více než rok a za tu dobu se uskutečnilo 50 představení. Roku 1993 natočila Česká televize i obrazový záznam jednoho z nich.

## Osoby a první obsazení
| osoba                          | hlasový obor | premiéra (6. května 1992) |
| ------------------------------ | ------------ | ------------------------- |
| Rudolf II.                     | bas          | Zdeněk Harvánek           |
| Rabbi Löw                      | baryton      | Roman Janál               |
| Hannah                         | soprán       | Ivana Hybešová            |
| Figlia di tempo                | mezzosoprán  | Stanislava Moravová       |
| Figlio di tempo                | baryton      | Pavel Klečka              |
| Dirigent: Oliver Dohnányi      |              |                           |
| Režie: Jiří Nekvasil           |              |                           |
| Scéna a kostýmy: Daniel Dvořák |              |                           |
| Choreografie: Richard Slanina  |              |                           |

## Děj opery
Opera nemá tradiční děj, je to „scénická báseň“ spočívající v koláži různých scén – živých obrazů – hraných, zpívaných v několika různých jazycích nebo tančených, které se navíc většinou odehrávají paralelně (jeviště je rozděleno na dvě úrovně). V prvním výstupu prvního dějství, odehrávajícím se na židovském hřbitově v Praze, se představuje postava rabbiho Löwa, který se chce vyrovnat Stvořiteli a za pomoci posvátné knihy čtené pozpátku vytvořit člověku podobnou bytost z hlíny. Druhý výstup patří císaři Rudolfu II., obklopenému svým dvorem, hvězdopravci a umělci; ten naopak chce kolem sebe stvořit vlastní svět, oddělený od světa ostatních lidí. Poté, co oba muži konfrontují své představy duchovní vzpoury proti danému běhu věcí, končí dějství výjevem biblického vyhnání z ráje, odehrávajícího se v garáži.
I v druhém dějství patří první výstup rabbimu Löwovi v expresionisticky pojatém prostředí pražského židovského ghetta, druhý výstup pak Rudolfovi II. a jeho surrealistické zahradě připomínající kabinet kuriozit. Oba muži nakonec dojdou k poznání, že jejich snahy jsou pošetilé; rabbimu je nasazena hlava osla a císaři hlava vola. Kašpárek zazvoní na zvonec a padá opona.